# Frédéric-Guillaume de Hohenlohe-Kirchberg
Le prince Frédéric-Guillaume de Hohenlohe-Kirchberg, né le 2 décembre 1732 à Kirchberg, situé sur le domaine de la maison Hohenlohe, et mort le 10 août 1796 à Prague, est un officier général autrichien au service de la monarchie des Habsbourg. Il est issu d'une ancienne famille comtale de Hohenlohe, devenue princière par la suite, qui possède de vastes propriétés au sud du fleuve Main, entre la cité impériale de Schwäbisch Hall et la ville de Rothenburg ob der Tauber. 
Il sert dans l'armée autrichienne au cours de la guerre de Sept Ans, de la guerre de Succession de Bavière et des guerres de la Révolution française. En sa qualité de général aguerri et expérimenté, il est choisi pour être le mentor du jeune archiduc Charles, qui est affecté à son état-major durant la campagne de France en 1792. De 1780 jusqu'à sa mort, il est également propriétaire d'un régiment d'infanterie autrichien.

## Biographie

### Jeunesse et début de carrière
Il est le premier fils du prince Karl August de Hohenlohe-Gleichen et de sa deuxième épouse, Susanne Margarete Luise von Auersperg. Par la suite, sa mère a encore huit enfants jusqu'à son décès le 12 septembre 1748. Son père se remarie le 21 janvier 1749 et a quatre autres enfants.
La carrière militaire de Hohenlohe-Kirchberg commence en 1756 lorsqu'il entre au régiment d'infanterie autrichien no 29 Braunschweig-Wolfenbüttel. Capitaine de grenadiers au début de la guerre de Sept Ans, il est blessé à deux reprises, d'abord à la bataille de Leuthen puis à celle de Landshut, où il s'empare de trois redoutes prussiennes. Pour cet exploit, il est fait chevalier de l'ordre militaire de Marie-Thérèse le 22 décembre 1761, et est successivement promu aux grades de major en 1758, lieutenant-colonel en 1761 et colonel en 1764.
Il sert ensuite sous les ordres du maréchal Laudon pendant la courte guerre de Succession de Bavière, aussi appelée la « guerre des Patates » en raison de la rareté des engagements et des quantités de vivres prises à l'ennemi. À l'issue du conflit, le prince est nommé propriétaire du régiment d'infanterie no 17 en 1780 (charge qu'il conserve jusqu'à sa mort en 1796) et Feldmarschall-Leutnant deux ans plus tard. En 1787, il participe à la guerre austro-turque et est une nouvelle fois affecté auprès de Laudon en tant que divisionnaire. Il remporte une victoire sur les Ottomans à Persenji les 7 et 8 octobre 1789, ce qui lui vaut la croix de commandeur de Marie-Thérèse. Élevé au grade de Feldzeugmeister le 15 octobre 1789, il devient gouverneur militaire de la Transylvanie.

### Parcours lors des guerres révolutionnaires
Pour un article plus général, voir Première Coalition.
En 1792, il commande initialement les 50 000 soldats autrichiens placés dans la vallée du Haut-Rhin. Au mois d'août, ses troupes traversent le Rhin à Mannheim et participent au siège de Thionville début septembre. Simultanément, les Alliés s'emparent sans grande difficulté de la forteresse de Longwy le 23 août et progressent lentement sur Verdun, dont la prise se révèle encore plus aisée. Le duc de Brunswick décide alors de marcher sur Paris et s'approche des défilés de l'Argonne. Il prend soin de détacher sur sa gauche 15 000 hommes qui, en liaison avec l'armée des Princes et un contingent hessois, doivent couvrir l'avance prussienne en direction de Valmy,.

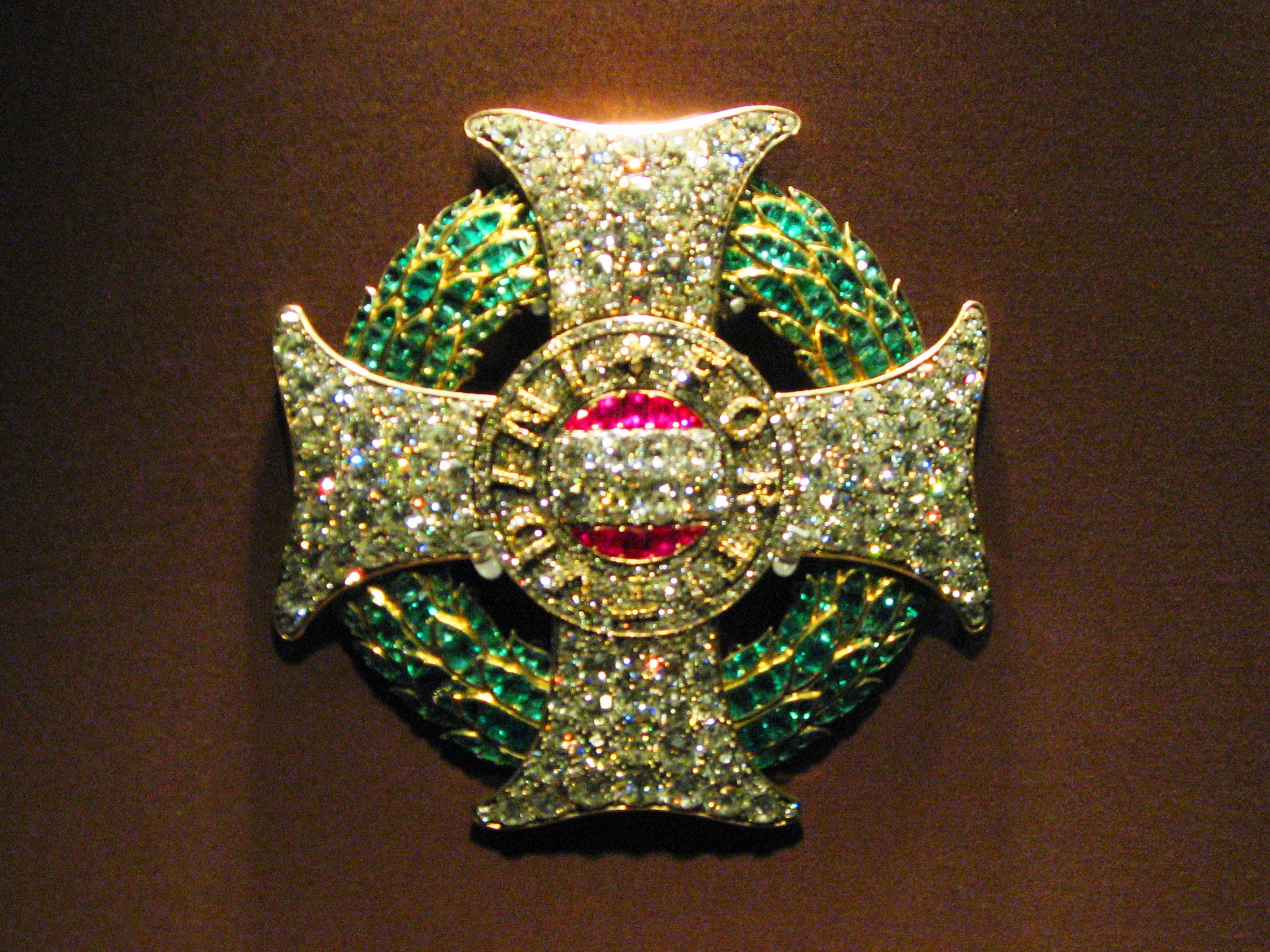
Hohenlohe-Kirchberg se vit décerner la grand-croix de l'ordre militaire de Marie-Thérèse en 1792.

Militaire issu de la vieille école mais expérimenté et aguerri, Hohenlohe est choisi pour être le mentor du jeune archiduc Charles qui fait la campagne à ses côtés ; absents du champ de bataille de Valmy, les deux hommes sont néanmoins suffisamment proches pour entendre les bruits de la canonnade. Alors que l'armée du duc de Brunswick est confrontée à l'aile nord du dispositif français (désignée sous le nom d'« armée de Sedan »), le prince de Hohenlohe-Kirchberg fait face au flanc sud (« armée de Metz »). Au cours du mois de décembre 1792, ses troupes défendent avec succès la ville de Trèves face à l'armée de Moselle du général Beurnonville, qui est relevé de son commandement à la suite de cet échec. Le dernier jour de décembre, le prince est fait grand-croix de l'ordre de Marie-Thérèse en récompense de sa victoire.
En mai 1793, il joue un rôle important dans la victoire des Alliés lors de la bataille de Famars. Il succède ensuite au général Mack au poste de chef d'état-major de la principale armée coalisée en Flandre. Sous les ordres du prince de Saxe-Cobourg, il décide de la défaite française à Avesnes-le-Sec le 12 septembre avant de prendre le commandement d'un corps sur le Haut-Rhin avec lequel il parvient à reconquérir Spire en septembre 1794. C'est là son dernier fait d'armes : retiré pour raison de santé au début de l'année 1795, il meurt à Prague d'un accès de fièvre le 10 août 1796.
Hohenlohe-Kirchberg est un officier d'expérience dont la longue carrière militaire a fait l'un des représentants de la vieille école de guerre. Chef perspicace et réfléchi, il est doté de grandes capacités de manœuvrier et ne laisse rien au hasard dans la conduite d'une bataille. Son sang-froid et sa détermination se doublent de qualités humaines qui font dire à l'archiduc Charles, son « élève », qu'il est « le roi des honnêtes gens ».

## Famille
Frédéric-Guillaume se marie en 1770 avec la comtesse Friederike de Reuss zu Greiz (1750-1816), mais le couple n'a pas d'enfants. Sept de ses douze frères et sœurs meurent avant l'âge de 10 ans. Les cinq enfants survivants sont, dans l'ordre chronologique :
- Christian Friedrich Karl de Hohenlohe-Kirchberg (17 octobre 1729, Kirchberg — 18 août 1819, Kirchberg)
- Christiane Friederike Sophie de Hohenlohe-Kirchberg (1er avril 1731 – 15 mars 1787)
- August Ludwig de Hohenlohe-Kirchberg (3 septembre 1735, Kirchberg – 19 janvier ou juin 1780, Kirchberg)
- Friedrich Eberhard de Hohenlohe-Kirchberg (21 octobre 1737, Kirchberg – 21 janvier 1804, Kirchberg), marié à Albertina Renata von Castell-Remlingen
- Friedrich Karl Ludwig de Hohenlohe-Kirchberg (19 mars ou novembre 1751, Kirchberg – 12 septembre 1791, Weikersheim). Il entre tout d'abord dans la cavalerie, mais un accident lors d'une revue le force à abandonner la carrière militaire. Reconverti dans la peinture qu'il étudie sous la houlette de Valentine Tischbein, puis d'Adam Friedrich Oeser à Leipzig, il se spécialise dans le dessin, le portrait miniature et la sculpture sur ivoire[9].